# Esther Gemsch
Esther Frieda Gemsch (* 23. Juni 1956 als Esther Christinat in Bern) ist eine Schweizer Schauspielerin.

## Leben
Esther Gemsch wuchs mit zwei Schwestern in Bremgarten bei Bern auf. Schon mit 16 Jahren zog sie von zu Hause aus. Sie wurde als junge Frau für eine Rolle in dem belgischen Kinofilm Rue haute besetzt, es folgten Hauptrollen im Schweizer Kinofilm Kleine frieren auch im Sommer und im TV-Film Eiskalte Vögel. 1982 wirkte sie unter dem Namen Esther Christinat in Peter F. Bringmanns Jugendszenefilm Die Heartbreakers mit. Esther Gemsch spielte zahlreiche Rollen in schweizerischen Fernsehfilmen. Den Durchbruch aber hatte sie mit der Seifenoper Lüthi und Blanc, in der sie «Lisbeth Rohner» verkörperte. Daneben ist Esther Gemsch Sprecherin für Film, Fernsehen und Synchronisationen.
2003 erhielt sie den Prix Walo (Schauspiel), und für die Hauptrolle im Film Haus ohne Fenster wurde sie 2004 ausserdem für den Schweizer Filmpreis nominiert.
Esther Gemsch war dreimal verheiratet, lebt in der Altstadt von Zürich und hat drei Töchter: Ihre älteste Tochter Anna, geboren 1985, wirkte in der Sitcom Fertig lustig mit. Tochter Nora Gemsch wurde 1993 geboren, Tochter Thea Gemsch 1995. Die Schwestern Thea und Anna führen gemeinsam ein Strickwaren-Label.

### Wedel-Skandal
Im Bericht Dieter Wedel. Der Schattenmann der Hamburger Wochenzeitung Die Zeit vom 25. Januar 2018 warf Gemsch Dieter Wedel (1939–2022) vor, er habe am 12. Dezember 1980 in einem Hotelzimmer versucht, sie zu vergewaltigen. Die 1980 für die Serie «Die Bretter, die die Welt bedeuten» engagierte Schauspielerin soll dabei von Wedel geschlagen und gewürgt worden sein. Sie habe Verletzungen u. a. an der Halswirbelsäule erlitten, weshalb sie die Rolle nicht habe weiterspielen können. Die Verletzungen wurden von dem Münchner Arzt Müller-Wohlfahrt bestätigt. Ihre Aussagen waren auch in einem internen Bericht des Saarländischen Rundfunks festgehalten worden. Ähnliche Vorwürfe gegen Weidel hatten schon im vorausgegangenen Artikel Im Zwielicht des ZEITmagazins vom 3. Januar 2018 mehrere Schauspielerinnen, darunter Patricia Thielemann und Jany Tempel, sowie ehemalige Mitarbeiter erhoben. Die angeblichen Übergriffe waren zu diesem Zeitpunkt, mit Ausnahme aufgrund ihres niedrigeren Alters desjenigen gegen Juny Tempel, verjährt. Der Redaktion der Zeit lagen eidesstattliche Erklärungen der Schauspielerinnen vor. Wedel bestritt die Vorwürfe, ebenfalls mit einer eidesstattlichen Erklärung. Am 22. Januar 2018 erklärte Wedel unter Bezug auf die mediale Berichterstattung seinen Rücktritt als Intendant der Bad Hersfelder Festspiele. Laut Angaben aus seinem Umfeld hatte er zuvor einen Herzinfarkt erlitten. Die Staatsanwaltschaft München nahm die Ermittlungen auf und erhob im April 2021 Anklage gegen Wedel. Tempel warf der Justiz Verschleppung des Verfahrens vor und versuchte, die Zulassung der Anklage mit einem 14-tägigen Hungerstreik zu erzwingen. Am Tag, an dem das Landgericht München I über die Zulassung der Anklage informieren wollte, am 20. Juli 2022, gab sie stattdessen den Tod von Wedel und damit die Einstellung des Verfahrens bekannt.

## Filmografie
- 1976: Rue haute
- 1978: Kleine frieren auch im Sommer
- 1978: Eiskalte Vögel (Icebound)
- 1978: 1982: Gutenbach, Fernsehfilm
- 1980: Tatort, Folge Der gelbe Unterrock, Fernsehserie
- 1982: Rom ist in der kleinsten Hütte, Fernsehserie
- 1983: Chapiteau
- 1983: Die Heartbreakers
- 1992: Leo Sonnyboy: Vom Tauerkloß zum Herzensbrecher, Fernsehfilm
- 1999: Lüthi und Blanc, Fernsehserie
- 2003: Haus ohne Fenster, Fernsehfilm
- 2004: Flamingo, Fernsehserie
- 2004: Lücken im Gesetz, Fernsehfilm
- 2007: Tell
- 2008: Heldin der Lüfte, Fernsehfilm
- 2014: Schweizer Helden
- 2016: Tatort, Folge Kleine Prinzen, Fernsehserie
- 2019: Der Bestatter, Folge Das letzte Einhorn, Fernsehserie
- 2022: Die goldenen Jahre
- 2022–2025: Die Beschatter (Fernsehserie)
- 2025: Die Vorkosterinnen (Le assaggiatrici)

## Theater
- 2007: Narzissen, Casinotheater Winterthur
- 2008: Business Class, Casinotheater Winterthur
- 2009: Für die Deutschen, Casinotheater Winterthur
- 2011: Die Nepotistanaffäre, Casinotheater Winterthur
- 2012: Seegfrörni, Theater am Hechtplatz
- 2012: Bunbury, Theater für den Kanton Zürich
- 2013: Abschalten, Casinotheater Winterthur
- 2018: Exit retour, Theater am Hechtplatz
- 2019: Sei kein Mann, Miller’s Studio
- 2019: Kopf hoch!, Casinotheater Winterthur
- 2019: Robocare, Casinotheater Winterthur
- 2019: Alles Meins!, Schauspielhaus Zürich